# Entre deux fougères, le film
Pour plus de détails, voir Fiche technique et Distribution.
Entre deux fougères, le film (Between Two Ferns: The Movie) est un film américain réalisé par Scott Aukerman, sorti en 2019. Il est adapté de la web-série Between Two Ferns with Zach Galifianakis.

## Synopsis
Zach Galifianakis prend la route pour interviewer des célébrités.

## Fiche technique
- Titre : Entre deux fougères, le film
- Titre original : Between Two Ferns: The Movie
- Réalisation : Scott Aukerman
- Scénario : Scott Aukerman et Zach Galifianakis
- Musique : Alex Wurman
- Photographie : Benjamin Kasulke
- Montage : Hank Friedmann et Brendan Walsh
- Production : Scott Aukerman, Caitlin Daley, Mike Farah et Zach Galifianakis
- Société de production : Funny or Die
- Pays de production :  États-Unis
- Genre : Comédie
- Durée : 82 minutes
- Date de sortie : 
  - Netflix : 20 septembre 2019

## Distribution
- Zach Galifianakis (VF : Guillaume Lebon) : lui-même
- Ryan Gaul (VF : Yann Peira) : lui-même
- Matthew McConaughey (VF : Bruno Choël) : lui-même
- Rekha Shankar (VF : Aurélie Konaté) : Gaya
- Olivia Mekdara : Amelia
- Mo Zelof : AJ
- Gabriel Gundacker : l'homme piñata
- Phil Hendrie : Bill Yum
- Mary Scheer : Frannie Scheindlin
- Mike Ivy : Jim Handle
- Matt Besser : Mike Burcho
- Mary Holland : Gerri Plop
- Najla Samad : Lisa
- Michelle Munoz : Megan
- Lauren Ashley Smith :la mystérieuse Donna
- Bruce Willis (VF : Patrick Poivey) : lui-même
- Keanu Reeves (VF : Jean-Pierre Michaël) : lui-même
- Chloe Wepper : Claudia
- Will Ferrell (VF : Maurice Decoster) : lui-même
- Chance the Rapper (VF : Baptiste Marc) : lui-même
- Lauren Lapkus (VF : Edwige Lemoine) : Carol
- Ryan Gaul : Cam
- Greg Galifianakis : Greg Tooba
- Dennis Gubbins : Dennis Tuba
- Jiavani Linayao (VF : Anne Mathot) : Boom Boom
- Rashida Jones : elle-même
- Adam Scott (VF : Alexandre Gillet) : lui-même
- John Cho (VF : Benoît Fort) : lui-même
- Jason Schwartzman : Jason Schwartzman
- Edi Patterson (en) (VF : Brigitte Berges) : Shirl Clarts
- Bobby Tisdale : lui-même
- Brie Larson (VF : Marie Tirmont) : elle-même
- Charity L. Miller : Lisa Enderwhol
- David Letterman : lui-même
- Paul Rudd (VF : Damien Boisseau) : lui-même
- Chrissy Teigen : elle-même
- A. D. Miles (VF : Benoît Fort) : Michael
- John Legend (VF : Diouc Koma) : lui-même
- Jon Hamm (VF : Bruno Choël) : lui-même
- Hailee Steinfeld : elle-même
- Awkwafina : elle-même
- Tiffany Haddish (VF : Charlotte Daniel) : elle-même
- Phoebe Bridgers : elle-même
- Matt Berninger : lui-même
- Matt Brewer : lui-même
- Walter Martin : lui-même
- Matt Barrick : lui-même
- Blake Clark : Earl Canderton
- Paul Rust : Eugene Tennyson
- Benedict Cumberbatch (VF : Gilles Morvan) : lui-même
- Tessa Thompson (VF : Fily Keita) : elle-même
- Peter Dinklage (VF : Constantin Pappas) : lui-même
- Mary Sohn : Tina
- Will Hines : Jamie Kandt
- Demi Adejuyigbe : DJ Fwap
- Gal Gadot (VF : Ingrid Donnadieu) : elle-même
- Mandell Maughan : Nic Jeffries

## Accueil
Le film a reçu un accueil mitigé de la critique. Il obtient un score moyen de 59 % sur Metacritic.